# Arthur Bisguier

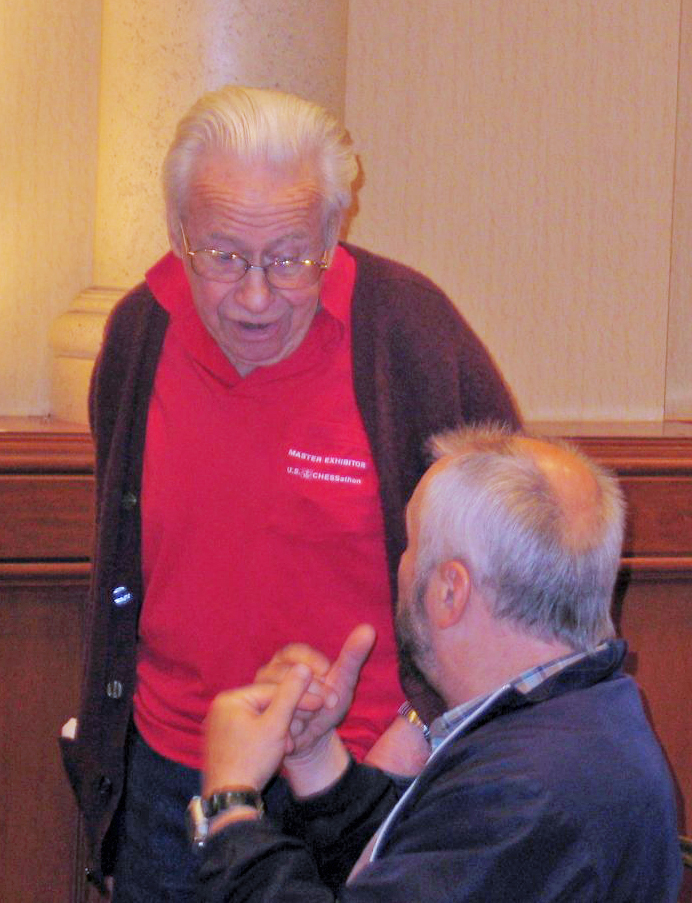
Arthur Bisguier, Las Vegas, 2009 National Open

Arthur Bernard „Art“ Bisguier (* 8. Oktober 1929 in der Bronx, New York City; † 5. April 2017 in Framingham, Mass.) war ein US-amerikanischer Großmeister im Schach.

## Leben

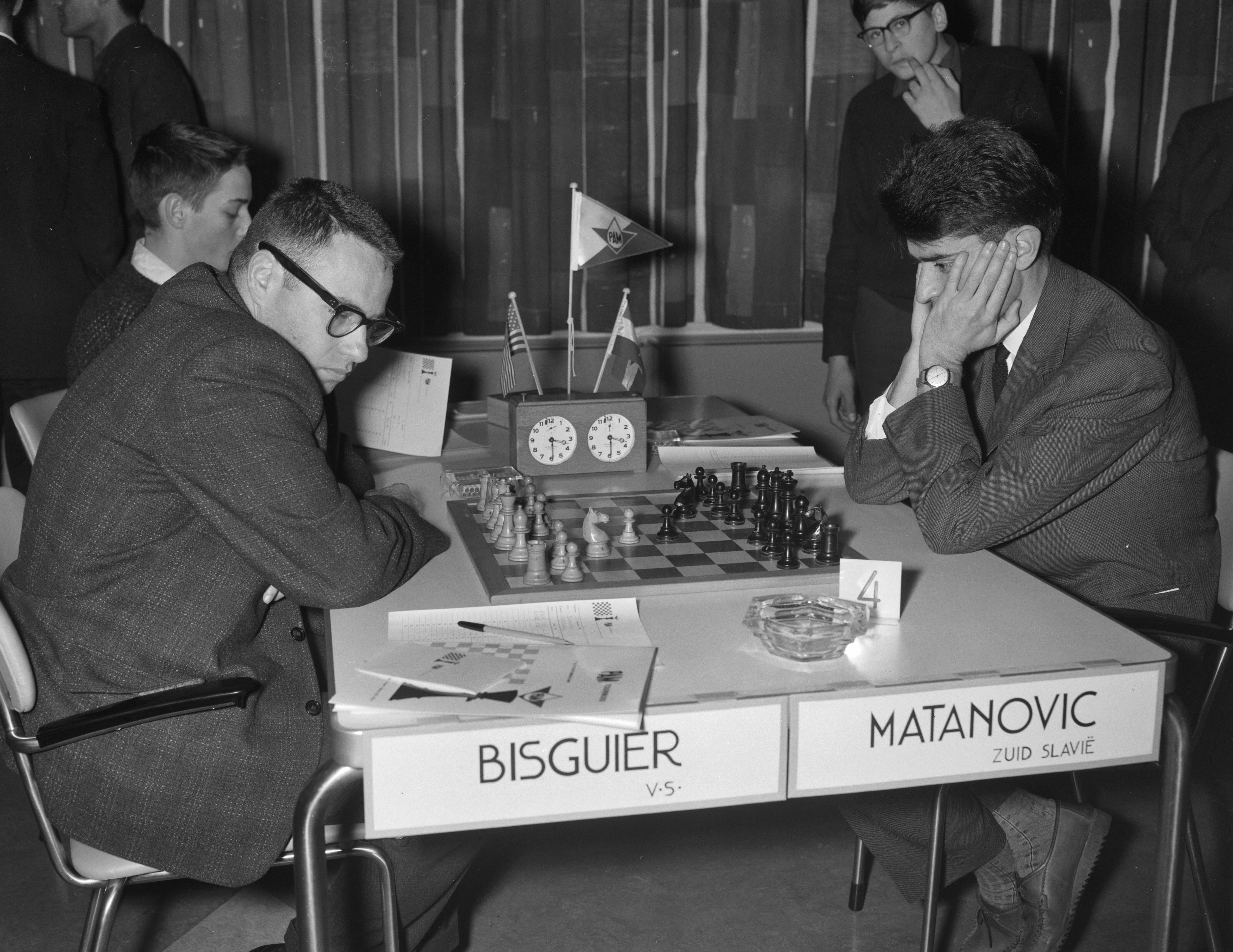
Bisguier vs. Matanovic (Utrecht, 1961)

Arthur Bisguier erlernte das Schachspiel im Alter von fünf Jahren. Seine ersten Erfolge erzielte er während seiner Zeit in der Junior High School, als er die Schülermeisterschaft von New York gewann. 1945 wurde erstmals eine seiner Partien in der Zeitschrift Chess Review abgedruckt, im Februar 1947 brachte er es bis auf die Titelseite. 1948 gewann er die Jugendmeisterschaft der USA und verteidigte diesen Titel ein Jahr später. Ebenfalls 1949 gewann er die Meisterschaft des angesehenen Manhattan Chess Club. 1950 gewann er die Offene Meisterschaft der USA in Detroit und belegte zusammen mit Savielly Tartakower den geteilten ersten Platz bei einem Turnier im englischen Southsea. Für diesen Erfolg wurde ihm der Titel eines Internationalen Meisters verliehen. Von 1951 bis 1953 diente er in der United States Army und war in dieser Zeit auch in Deutschland stationiert, er frequentierte dort den Bürstädter Schachverein. Bisguier stand nur im Rang eines Private, hatte aber das Glück einen schachbegeisterten Vorgesetzten, Colonel Eugene P. Ely, zu haben. Dadurch konnte Bisguier 1952/53 an einem internationalen Turnier in Wien teilnehmen, das er mit neun Punkten aus elf Partien gewinnen konnte.
Nach seiner Rückkehr in die USA gewann er 1954 ein Turnier in Hollywood, bei dem er sich gegen Spieler wie Larry Evans, Isaac Kashdan und Nicolas Rossolimo durchsetzte, sowie die Landesmeisterschaft der USA, bei der er zehn Punkte aus 13 Partien erreichte und ungeschlagen blieb. Der zweitplatzierte Evans bezeichnete Bisguier später als größtes Naturtalent der USA. Bisguier entschied sich aber gegen eine Profikarriere, absolvierte eine Collegeausbildung und erreichte 1955 einen Abschluss in Wirtschaftswissenschaften (Bachelor of Business Administration). In dieser Zeit war er der schachliche Berater von Alex Bernstein, der für IBM einen der ersten Schachcomputer programmierte, den IBM 704. Bisguier erhielt dann selbst einen Job bei IBM und arbeitete als Programmierer und technischer Redakteur. Über einen Wettkampf gegen Samuel Reshevsky in New York 1957, den er mit 4:6 verlor, schrieb er: Nach einem vollen Arbeitstag kaufte ich mir Fast food zum Mitnehmen, nahm ein Taxi zum Manhattan Chess Club und verzehrte mein Essen, während wir spielten.
Trotz beruflicher Belastung erzielte er weiterhin zahlreiche Erfolge im Schach. Auf nationaler Ebene gewann er 1956 und 1959 die US Open, 1957 teilte er den ersten Platz mit Bobby Fischer.
Auf internationaler Ebene qualifizierte er sich zweimal für ein Interzonenturnier. Dort konnte er sich jedoch nicht im Vorderfeld platzieren: In Göteborg 1955 wurde er 17. von 21 Teilnehmern, in Stockholm 1962 16. von 23 Teilnehmern. In Göteborg gelang ihm jedoch ein Sieg gegen Boris Spasski. Beim Kandidatenturnier in Curaçao 1962 war er der Sekundant Fischers.
Zwischen 1952 und 1972 spielte Bisguier auf fünf Schacholympiaden für die USA und erzielte dabei 46,5 Punkte aus 82 Partien. Sein bestes Ergebnis bei Olympiaden erreichte er in Leipzig 1960, als er 11,5 Punkte aus 16 Partien machte. Außerdem vertrat er die USA bei Länderkämpfen, zum Beispiel in einem Radiomatch 1950 gegen Jugoslawien, bei dem er 1,5:0,5 gegen Borislav Ivkov gewann, sowie gegen die UdSSR 1954 in New York (2:2 gegen Tigran Petrosjan) und 1955 in Moskau (0:4 gegen Wassili Smyslow).
Auch in späteren Jahren kam er noch zu einzelnen Erfolgen. 1973 gewann er das Open in Lone Pine, 1979 wurde er Gesamtsieger des Chess Grand Prix, einer Serie von offenen Turnieren in den USA. 1989, 1997 und 1998 gewann er die US Senior Open. Damit schaffte er es, in allen Altersklassen Landesmeister zu werden. Bis ins hohe Alter nahm er an Schachturnieren teil.
Seine beste historische Elo-Zahl beträgt 2634, damit lag er im Dezember 1956 auf Rang 32 der nachträglich berechneten Weltrangliste.
Seit 1959 war er mit einer Anwältin verheiratet, mit der er zwei Töchter hatte.

## Journalist und Funktionär
In den 1960er Jahren arbeitete er für die Zeitschrift Chess Review, in den 1980er Jahren als Schachkolumnist für den Christian Science Monitor. Zusammen mit Andrew Soltis veröffentlichte er 1974 das Buch American chess masters from Morphy to Fischer ISBN 0-02-511050-0. Im US-Schachverband United States Chess Federation war er 20 Jahre lang als Aktivensprecher tätig. Als Delegierter nahm er an Kongressen des Weltschachbundes FIDE teil und war Mitglied des Planungskomitees für Weltmeisterschaftskämpfe.

## Titel und Ehrungen
- 1957 wurde er Großmeister.[3]
- 1994 wurde er in die US Chess Hall of Fame aufgenommen.
- 2005 verlieh ihm die United States Chess Federation den Ehrentitel Dean of American Chess. Sie würdigte damit seine Verdienste um die Popularisierung des Schachs in den USA. Bisguier unternahm im Laufe seiner Karriere zahlreiche Tourneen durch das Land und behauptete von sich selbst, dass niemand mehr Schachpartien gespielt habe als er.

## Partiebeispiel
Eine seiner bekanntesten Partien spielte Bisguier 1956 gegen den späteren Weltmeister Fischer. Sie wurde im Rosenwald-Gedenkturnier in New York gespielt, in dem Fischer auch die von Hans Kmoch so genannte Partie des Jahrhunderts gelang. Gegen den damals amtierenden Landesmeister musste sich das aufstrebende Talent jedoch geschlagen geben. Dies blieb allerdings Bisguiers einziger Sieg gegen Fischer, der sich in den folgenden Jahren mit 13 Siegen revanchierte. Damit hat Bisguier die schlechteste Bilanz aller Spieler gegen Fischer.
|   | a | b | c | d | e | f | g | h |   |
| 8 |   |   |   |   |   |   |   |   | 8 |
| 7 |   |   |   |   |   |   |   |   | 7 |
| 6 |   |   |   |   |   |   |   |   | 6 |
| 5 |   |   |   |   |   |   |   |   | 5 |
| 4 |   |   |   |   |   |   |   |   | 4 |
| 3 |   |   |   |   |   |   |   |   | 3 |
| 2 |   |   |   |   |   |   |   |   | 2 |
| 1 |   |   |   |   |   |   |   |   | 1 |
|   | a | b | c | d | e | f | g | h |   |

Bisguier–Fischer
New York, 7. Oktober 1956
Königsindische Verteidigung, E78
1. d4 Sf6 2. c4 g6 3. Sc3 Lg7 4. e4 d6 5. f4 0–0 6. Sf3 c5 7. Le2 cxd4 8. Sxd4 Sc6 9. Sc2 Ld7 10. 0–0 Tc8 11. Le3 Sa5 12. b3 a6 13. e5 dxe5 14. fxe5 Se8 15. Sd5 Tc6 16. Sd4 Tc8 17. Sc2 Tc6 18. Scb4 Te6 19. Lg4 Txe5 20. Lb6 Dc8 21. Lxd7 Dxd7 22. Lxa5 e6 23. Sd3 Th5 24.S3f4 Tf5 25. Lb4 exd5 26. Lxf8 Lxa1 27. Dxa1 Kxf8 28. Dh8+ Ke7 29. Te1+ Kd8 30. Sxd5 Dc6 31. Df8 Dd7 32. Td1 Tf6 33. Dxe8+ 1:0